# Consistórios de Pascoal II
Esta entrada reúne a lista completa dos consistórios para a criação de novos cardeais presididos pelo Papa Pascoal II, com uma indicação de todos os cardeais feitos em que informações documentais estão disponíveis (92 novos cardeais em 15 consistórios). Os nomes são colocados em ordem de criação.

## 1099
1. Crisógono, feito cardeal-presbítero de São Ciríaco nas Termas de Diocleciano (faleceu por volta de 1105)
2. Giovanni, O.S.B., abade da Basílica de São Paulo Extramuros; feito cardeal-presbítero de Santa Maria além do Tibre (falecido em 1106)
3. Amico, O.S.B.Cas., Abade de S. Vincenzo al Volturno (Cápua); feito cardeal-presbítero dos Santos Nereu e Aquileu (falecido em 1122)
4. Gregorio Caetani; feito cardeal-presbítero dos Santos Doze Apóstolos (falecido em 1112)
5. Guido, O.S.B., criado cardeal-presbítero de Santa Balbina (falecido em 1120)
6. Ugo, feito cardeal-presbítero dos Santos Vital, Valéria, Gervásio e Protásio (falecido em 1122)
7. Pandolfo, O.S.B.Cas., criado cardeal-presbítero (título desconhecido) (morreu cerca de 1134)
8. Ulrico, criado cardeal-presbítero (título desconhecido)
9. Antonio, prior do mosteiro de S. Pietro iuxta Tritanum flumen; feito cardeal-presbítero (título desconhecido) (morreu aproximadamente 1135)
10. Berardo dei Marsi, feito cardeal-diácono de Santo Adriano no Fórum (falecido em novembro de 1130); beatificado em 1802
11. Romano, feito cardeal-diácono de Santa Maria no Pórtico de Otávia (falecido em maio de 1135)
12. Bobone, feito cardeal-diácono de São Teodoro (falecido em 1117)
13. Gualon, O.S.B.Clun., feito cardeal-diácono (diaconia desconhecida) (falecido em 1114)
14. Gregorio, O.S.B., abade de San Gregorio Magno al Celio; criado cardeal-diácono de Santo Eustáquio (falecido depois de dezembro de 1134)
15. Docibilo, feito cardeal-diácono (diaconia desconhecida)

## 1100
1. Pedro, feito cardeal-bispo do Porto
2. Agostino, feito cardeal-presbítero dos Quatro Santos Coroados
3. Romano, feito cardeal-presbítero Santa Priscila (falecido em 1115)
4. Teobaldo, feito cardeal-presbítero de São João e São Paulo
5. Pietro Modoliense, feito cardeal-presbítero de São Sisto (falecido em 1117)
6. Pietro, O.S.B.Cas., feito cardeal-diácono de Santo Adriano no Fórum (falecido em 1122)
7. João, feito cardeal-diácono (diaconia desconhecida) (morreu cerca de 1118)
8. Gualterio, feito cardeal-diácono (diaconia desconhecida)

## 1101
1. Riccardo, O.S.B., criado cardeal-bispo de Albano (falecido em 1114)

## 1102
1. Crescenzio, sênior, criado cardeal-bispo de Sabina (falecido em 1106)
2. Domnizzone, feito cardeal-presbítero de Santos Silvestre e Martinho nos Montes (falecido em 1122)
3. Teobaldo, feito cardeal-diácono de Santa Maria da Scala (falecido em maio de 1121)

## 1104
1. Gualon, feito presbítero cardeal (título desconhecido) (falecido em fevereiro de 1116)
2. Ubaldo, feito cardeal-diácono (diaconia desconhecida)

## 1105
1. Corrado, feito cardeal-bispo de Palestrina (falecido em outubro de 1106)
2. Leão de Óstia, O.S.B.Cas., feito cardeal-bispo de Velletri (ou Ostia) (falecido antes de 1117)
3. Bonifacio, feito cardeal-presbítero dos Santos Silvestre e Martinho nos Montes
4. Desiderio, feito cardeal-presbítero de Santa Praxedes (falecido depois de junho de 1138)
5. Domnizzone, feito cardeal-presbítero de San Ciriaco na Terme Diocleziane (falecido antes de 1117)
6. Guy, feito cardeal-presbítero de São Crisógono (falecido após 1106)
7. Giovanni, feito cardeal-presbítero de Santa Prudenciana (falecido por volta de 1113)
8. Vitale, feito cardeal-presbítero de Santa Sabina (falecido antes de 1112)
9. Ascanio, feito cardeal-presbítero de São Clemente (falecido em 1112)
10. Ugo d'Alatri, feito cardeal-diácono de Santa Maria em Via Lata (falecido entre 1121 e 1122)
11. Bosone, feito cardeal-diácono (diaconia desconhecida) (falecido após dezembro de 1118)

## 1106
1. Cinzio, feito cardeal-bispo de Sabina (falecido entre 1113 e 1116)
2. Vincenzo, feito cardeal-bispo do Porto (falecido antes de 1116)
3. Gezo, feito cardeal-presbítero de Santa Susana (falecido em 1112)
4. Errico, feito cardeal-presbítero de Santa Maria além do Tibre (falecido em 1112)
5. Roscemanno Sanseverino, O.S.B.Cas .; feito cardeal-diácono de São Jorge em Velabro (falecido depois de setembro de 1128)
6. Pietro Pierleoni, O.S.B.Clun.; feito cardeal-diácono de Santos Cosme e Damião; eleito Antipapa Anacleto II em 14 de fevereiro de 1130; excomungado pelo Papa Inocêncio II no Concílio de Reims em 18 de outubro de 1131 (falecido em janeiro de 1138)

## 1107
1. Giovanni, feito cardeal-presbítero de Santa Cecília (falecido em 1120)
2. Gregório, secretário papal; feito cardeal-presbítero de São Lourenço em Lucina (falecido em 1119)
3. Leone, feito cardeal-diácono (diaconia desconhecida) (falecido antes de 1118)

## 1108
1. Kuno de Urach, Can.Reg. de Arrouaise; feito cardeal-bispo de Palestrina (falecido em 1122)

## 1112
1. Manfredo, feito cardeal-bispo de Frascati (falecido por volta de 1115)
2. Ugo Visconti, capelão papal; feito cardeal-presbítero dos Santos Doze Apóstolos (falecido no final de 1121)
3. Uberto, feito cardeal-presbítero de Santa Sabina (falecido em 1117)
4. Gregório, feito cardeal-presbítero de São Crisógono (falecido depois de 1113)
5. Pietro Gherardeschi, secretário papal, auditor apostólico, sacristão na capela pontifícia; feito cardeal-presbítero de São Marcelo (falecido em março de 1144)
6. Anastasio, feito cardeal-presbítero de São Clemente (falecido no final de 1125)
7. Niccolò, feito cardeal-presbítero de São João e São Paulo (falecido em 1117)
8. Pietro, feito cardeal-presbítero de Santa Maria além do Tibre (falecido em 1120)
9. Oderisio, O.S.B.Cas., cônego da Basílica de Latrão; feito cardeal-diácono de Santa Águeda dos Góticos (falecido em agosto de 1126)
10. Romualdo Guarna, feito cardeal-diácono de Santa Maria em Via Lata (falecido em janeiro de 1136)
11. Crescenzio, secretário papal; feito cardeal-diácono de Santa Maria em Domnica (falecido por volta de 1140)

## 1113
1. Adeodato, feito cardeal-presbítero de São Lourenço em Dâmaso (falecido depois de abril de 1129)
2. Corrado, feito cardeal-presbítero de Santa Prudenciana (falecido por volta de 1130)
3. Gionata, feito cardeal-presbítero (título desconhecido)
4. Teodoro, feito cardeal-presbítero de São Crisógono (falecido em 1117)
5. Gregório, feito cardeal-diácono (diaconia desconhecida)

## 1114
1. Anastasio, feito cardeal-bispo de Albano (falecido em 1115)
2. Bonifacio, feito cardeal-presbítero de São Marcos (falecido em 1130)
3. Giovanni, O.S.B.Cas., feito cardeal-presbítero de Santo Eusébio (falecido no início de 1125)
4. Teobaldo, feito cardeal-presbítero de Santa Anastácia (falecido no começo de 1116)

## 1115
1. Leone, feito cardeal-bispo de Albano antes de Vitale (falecido em 1115)
2. Vitale, criou o cardeal-bispo de Albano depois de Leone (falecido depois de março de 1126)
3. Divizzo, feito cardeal-bispo de Frascati (falecido em novembro de 1121)
4. Gerardo, monge no mosteiro de Palladio, perto do Fórum de Nerva (Roma); feito cardeal-presbítero Santa Priscila (falecido em 1120)
5. Leone, O.S.B., abade do mosteiro de S. Clemente; feito cardeal-diácono dos Santos Vito, Modesto e Crescência (falecido após março de 1116)
6. Giovanni, feito cardeal-diácono de Santa Lúcia em Septisolio (faleceu por volta de 1120)

## 1116
1. Crescenzio, júnior, criou o cardeal-bispo de Sabina (falecido em 1127)
2. Pietro, idoso, criou o cardeal-bispo do Porto (falecido em dezembro de 1134)
3. Bosone, feito cardeal-presbítero de Santa Anastácia (falecido em 1122)
4. Pedro, feito cardeal-diácono (diaconia desconhecida)
5. Gregório de Papareschi, criado cardeal-diácono de Santo Ângelo em Pescheria); posteriormente eleito Papa Inocêncio II em 14 de fevereiro de 1130 (falecido em 1143)

## 1117
1. Lamberto, feito cardeal-bispo de Velletri
2. Sasso, feito cardeal-presbítero de Santo Estêvão no Monte Celio (falecido em meados de 1136)
3. Giovanni da Crema, feito cardeal-presbítero de São Crisógono (falecido em 1135)
4. Rainerio, feito cardeal-presbítero dos Santos Marcelino e Pedro (falecido em 1121)
5. Bosone, feito cardeal-presbítero dos Quatro Santos Coroados
6. Crisogono, feito cardeal-presbítero de São Ciríaco nas Termas de Diocleciano (falecido em 1122)
7. Sigizzone, júnior, criado cardeal-presbítero de São Sisto
8. Teobaldo, feito cardeal-presbítero de São João e São Paulo (falecido em 1124)
9. Pietro, feito cardeal-presbítero de São Marcelo (falecido depois de 1118)
10. Amico, júnior, O.S.B.Cas., abade de São Lourenço Extramuros; feito cardeal-diácono dos Santos Vito, Modesto e Crescência (falecido em 1122)
11. Crisogono Malcondini, vice-chanceler da Santa Igreja Romana; feito cardeal-diácono de São Nicolau no Cárcere (falecido em 1123)
12. Errico, O.S.B., abade do mosteiro de Mazzara; criado cardeal-diácono de São Teodoro